# Kjalnesinga saga
La Kjalnesinga saga (che in italiano significa Saga degli uomini di Kjalarnes) è una saga degli Islandesi scritta in norreno in Islanda intorno al XIII-XIV secolo. L'editore moderno della Kjalnesinga saga la cui versione è presa da tutti convenzionalmente come standard è l'Íslenzk Fornrít.